# タマンラセット県
タマンラセット県 (アラビア語: ولاية تمنراست, ベルベル語: Tamenγest ) は、アルジェリア最大の県 (wilaya) である。県名は県都のタマンラセット（タマンラセト）からとられている。県には、タッシリ・ナジェール国立公園とホガール国立公園の2つの国立公園が存在し、アルジェリアの他のどの県よりも多い。
かつてはアルジェリア中部から南部のマリ共和国・ニジェールとの三国国境地点まで、国土のほぼ4分の1にあたる55.6万平方キロメートルが領域であったが、2019年12月に北部の2郡がイン・サラー県として、南部の2郡がイン・ゲザム県として分離。その後の面積は32万平方キロメートルとなっている。

## 行政区分
県は、3つの郡 (daïra)、5のコミューンへと分けられる。

### 郡
1. アバルサ郡
2. タマンラセット郡
3. タズク郡

### コミューン
1. アバルサ
2. イッドル
3. In Amguel
4. タマンラセット
5. タズク